# إشراف (اسم)
إِشْرَاف هو اسم علم مذكر ومؤنث من أصل عربي، ومعناه هو اطِّلاع ومراقبة واهتمام.

## شخصيات تحمل الاسم
- إشراف سعيد

- إشراف عبد الله

- أشراف جيهان